# 犬类智商
《犬类智商》是一本介绍犬类智商的书籍，作者斯坦利·科伦是加拿大温哥华不列颠哥伦比亚大学的一名心理学教授。该书于1994年出版，介绍了作者对于不同犬種智商的分类。2006年出版了该书的第二版。
科伦在该书中定义了狗类智商的三个方面：本能、适应能力以及工作服从能力。 本能是指一个品种的犬类在完成任务时的能力，例如：畜牧、指示、护卫以及与人类相处的关系。适应能力是指狗类利用本身能力解决事务的水平。 工作服从能力是指狗类听从人类驯化的能力。

## 方法
这本书主要关注狗类工作服从能力。科伦将评价请求发给了美国犬业俱乐部以及加拿大犬业俱乐部，邀请他们参与了对狗类工作服从能力的评价。他收到了199封回复，这些回复代表了50%工作于北美地区的狗类评审的观点。
科伦发现评审们在给狗类智商排名时有大量的共识，比如，评审们都将边境牧羊犬排到了前十名，而将阿富汗猎狗排到了后面。
没有被美国犬业俱乐部以及加拿大犬业俱乐部（比如杰克罗素㹴）认证的品种并没有参与排名。
混种狗也没有参与排名，但很多养狗人士表示混种狗往往比纯种狗更聪明，因此本排名仅表示作者的个人观点，并不能说明犬类智商与品种有直接关系。

## 排名

### 最聪明的犬类
1. 边境牧羊犬
2. 贵宾犬
3. 德国牧羊犬
4. 金毛尋回犬
5. 杜宾犬
6. 喜乐蒂牧羊犬
7. 拉布拉多猎犬
8. 蝴蝶犬
9. 罗威纳犬
10. 澳洲牧牛犬（英语：Australian Cattle Dog）

### 优秀的工作犬
1. 潘布鲁克威尔斯柯基犬
2. 迷你雪纳瑞
3. 史宾格犬
4. 比利时特弗伦犬（英语：Belgian Shepherd Tervuren）
5. 史其派克犬（英语：Schipperke）
比利时牧羊犬
6. 苏格兰牧羊犬
荷兰卷尾狮毛狗（英语：Keeshond）
7. 德国短毛指示犬（英语：German Shorthaired Pointer）
8. 平滑毛寻回犬（英语：Flat-Coated Retriever）

英国可卡犬

标准型雪納瑞
9. 布列塔尼猎犬（英语：Brittany (dog)）
10. 美國可卡犬
11. 威玛猎犬（英语：Weimaraner）
12. 比利时玛连莱犬
伯恩山犬
13. 博美犬
14. 爱尔兰水猎犬（英语：Irish Water Spaniel）
15. 维兹拉犬（英语：Vizsla）
16. 卡迪根威尔士柯基犬（英语：Cardigan Welsh Corgi）

### 优于平均水平的工作犬
1. 乞沙比克猎犬
波利犬
约克夏㹴
2. 巨型雪纳瑞犬（英语：Giant Schnauzer）
3. 万能㹴
法兰德斯牧牛犬（英语：Bouvier des Flandres）
4. 边境㹴
伯瑞犬（英语：Briard）
5. 威尔斯激飞猎犬（英语：Welsh Springer Spaniel）
6. 曼彻斯特㹴（英语：Manchester Terrier）
7. 萨摩耶犬
8. 田野猎犬（英语：Field Spaniel）
纽芬兰犬

澳洲㹴（英语：Australian Terrier）

美国史特富郡㹴（英语：American Staffordshire Terrier）

哥顿塞特犬（英语：Gordon Setter）

古代长须牧羊犬（英语：Bearded Collie）
9. 凯恩㹴
凯利蓝㹴
爱尔兰长毛猎犬（英语：Irish Setter）
10. 挪威猎鹿犬（英语：Norwegian Elkhound）
11. 猴㹴（英语：Affenpinscher）
澳洲丝毛㹴
迷你品犬（英语：Miniature Pinscher）
英国长毛猎犬
法老王猎犬
西班牙小猎犬（英语：Clumber Spaniel）
12. 诺里奇㹴（英语：Norwich Terrier）
13. 大麦町

### 平均工作/服从能力
1. 爱尔兰软毛㹴（英语：Soft-coated Wheaten Terrier）
贝林登㹴（英语：Bedlington Terrier）
短毛猎狐㹴（英语：Fox Terrier (Smooth)）
2. 卷毛寻回犬（英语：Curly Coated Retriever）
爱尔兰猎狼犬
3. 库瓦兹犬（英语：Kuvasz）
澳洲牧羊犬
4. 萨路基猎犬
芬兰狐狸犬
英国指示犬（英语：Pointer (dog breed)）
5. 查理士王小猎犬（英语：Cavalier King Charles Spaniel）
德国硬毛指示猎犬（英语：German Wirehaired Pointer）
黑褐猎浣熊犬（英语：Black and Tan Coonhound）
美国水猎犬（英语：American Water Spaniel）
6. 西伯利亚雪橇犬
比熊犬
查理士王小猎犬（英语：King Charles Spaniel）
7. 西藏猎犬（英语：Tibetan Spaniel）
英国猎狐犬（英语：English Foxhound）
奥达猎犬（英语：Otterhound）
美国猎狐犬（英语：American Foxhound）
格雷伊猎犬
刚毛指示格里芬犬（英语：Wirehaired Pointing Griffon）
8. 西高地白㹴
苏格兰猎鹿犬（英语：Scottish Deerhound）
9. 拳师犬
大丹犬
10. 腊肠犬
斯塔福郡斗牛㹴
11. 阿拉斯加雪橇犬
12. 惠比特犬
沙皮狗
刚毛猎狐犬（英语：Wire Fox Terrier）
13. 罗得西亚背脊犬（英语：Rhodesian Ridgeback）
14. 依比沙猎犬（英语：Ibizan Hound）
威尔斯㹴
爱尔兰㹴
15. 波士顿㹴
秋田犬

### 一般工作/服从能力
1. 斯凱㹴
2. 诺福克㹴
西里汉㹴（英语：Sealyham Terrier）
3. 巴哥犬
4. 法国斗牛犬
5. 布鲁塞尔格林芬犬
马尔济斯
6. 意大利灵缇犬（英语：Italian Greyhound）
7. 中国冠毛犬（英语：Chinese Crested Dog）
8. 短脚狄文㹴（英语：Dandie Dinmont Terrier）
迷你贝吉格里芬凡丁犬（英语：Petit Basset Griffon Vendéen）
西藏㹴
日本狆
湖畔㹴（英语：Lakeland Terrier）
9. 英国古代牧羊犬
10. 大白熊犬
11. 苏格兰㹴
圣伯纳犬
12. 牛头㹴
13. 吉娃娃
14. 拉萨阿普索犬
15. 斗牛獒

### 最低水平的工作/服从能力
1. 西施犬
2. 巴吉度猎犬
3. 獒犬
比格犬
4. 狮子狗
5. 尋血獵犬
6. 松狮犬
7. 斗牛犬
8. 巴辛吉犬
9. 阿富汗猎狗